# Maurits Anne Lieftinck

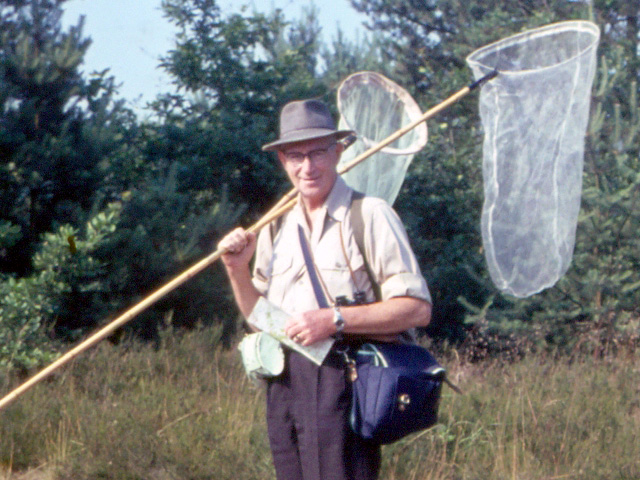
Maurits Anne Lieftink auf einer Libellenexkursion

Maurits Anne Lieftinck (* 18. September 1904 in Amsterdam; † 13. April 1985 in Rhenen) war ein niederländischer Biologe und Zoologe. Zwischen 1947 und 1954 spielte er eine wichtige Rolle bei der Erforschung der Entomofauna von Niederländisch-Indien. Er galt als einer der einflussreichsten Zoologen Indonesiens.

## Leben und Wirken
Maurits Anne Lieftinck wurde als Sohn von Gerard Lieftinck (1875–1957), Unternehmer und Leiter der Tabakfirma J.H. Lieftinck & Zoon und seiner Frau Elisabeth Esser (1878–1963) in Amsterdam geboren. Sein Bruder war der Paläograf und Publizist Gerard Isaac Lieftinck (1902–1994). 
Seit seiner Jugend an Tieren, insbesondere an Insekten, interessiert, wurde Lieftinck im Alter von 14 Jahren von seinem Lehrer Jacobus Heimans am Amsterdams Lyceum dazu ermutigt, Libellen zu studieren. 1920 war er Mitbegründer der Nederlandse Jeugdbond voor Natuurstudie (Niederländische Jugendliga für Naturstudien) und zudem Mitglied der Nederlandse Entomologische Vereniging (Niederländische Entomologische Gesellschaft). Von 1923 bis 1929 studierte er Biologie an der Universität von Amsterdam. 1925 veröffentlichte er das Buch Odonata Neerlandica, das als erstes Standardwerk der niederländischen Libellenfauna gilt. 1929 bekam er eine Anstellung als Entomologe im Zoologischen Museum von Bogor in Niederländisch-Indien. Ab 1940 war er für einige Jahre Direktor des Museums. Lieftincks Arbeit wurde international anerkannt und am 26. November 1950 erhielt er dafür die Ehrendoktorwürde der Universität Basel. 1954 kehrte er in die Niederlande zurück und wurde dort Kurator am Rijksmuseum van Natuurlijke Historie. Von 1948 bis 1954 war er korrespondierendes Mitglied der Königlich Niederländischen Akademie der Wissenschaften.
Im Laufe seines Lebens veröffentlichte Lieftinck über 300 wissenschaftliche Artikel, in denen über 500 neu entdeckte Libellenarten und 22 neue Libellengenera aus Südostasien beschrieben sind. Auch auf dem Gebiet der Hautflügler (Hymenoptera) galt Lieftinck als Experte. In den letzten Jahren seines Lebens drehte er einige kurze Naturdokumentationen. 1969 ging er in den Ruhestand und wurde zum Offizier des Ordens von Oranien-Nassau ernannt.

## Dedikationsnamen
Neben zahlreichen Arten sind nach Lieftinck die Gattungen Lieftinckana, Lieftinckia und Neolieftinckana benannt.